# Ребекка (фільм, 2020)
«Ребекка» (англ. Rebecca) — британський фільм 2020 року у жанрі драматичного трилеру, знятий режисером Беном Вітлі та компанією Netflix за однойменним романом Дафни дю Мор'є. У головних ролях Лілі Джеймс, Армі Гаммер та Крістін Скотт Томас. Римейк однойменного фільму (1940) Альфреда Гічкока.

## Сюжет
Молода жінка, ім'я якої не згадується жодного разу, працює компаньйонкою багатої вульгарної американки місіс Ван Гоппер, разом з якою проводить літо на Французькій Рив'єрі. У Монте-Карло вона випадково знайомиться з британським аристократом Максиміліаном де Вінтером, чия дружина Ребекка загинула рік тому під час нещасного випадку на морі. Між ними виникає симпатія, і два тижні потому, дізнавшись що місіс Ван Гоппер збирається відплисти до Америки, Максим пропонує молодій жінці вийти за нього заміж й вона погоджується. 
Після медового місяця в Європі подружжя прибуває до Мандерлі, старовинного маєтку де Вінтерів у Корнуоллі. Опинившись у ролі господи́ні великого будинку і штату прислуги, нова місіс де Вінтер почувається дуже незатишно, бо все довкола нагадує про попередню дружину, покійну Ребекку, якою всі захоплювалися. Особливо вороже її зустрічає немолода домоправителька місіс Денверс, яка опікувалася Ребеккою ще коли та була підлітком. Поступово їй починає здаватися, що Максим шкодує про одруження з нею та все ще кохає покійну першу дружину.
Переломним моментом стає традиційний костюмований бал у Мандерлі, для якого місіс де Вінтер замовляє собі костюм, скопійований із одного з сімейних портретів у холлі, — портрета леді Кароліни де Вінтер. До такого вибору її підштовхують слова її юної покоївки Кларисси. Та коли перед балом вона, вдягнена як леді Кароліна, спускається сходами, розлючений Максим велить їй підти перевдягнутись. Беатриса, сестра Максима, пояснює їй, що саме в такий костюм була одягнена Ребекка під час свого останнього балу. Від покоївки вона дізнається, що ідею скопіювати вбрання леді Кароліни їй підказала місіс Денверс. 
По завершенні балу між місіс де Вінтер та місіс Денверс відбувається бурхлива сцена, під час якої домоправителька виказує своїй хазяйці цілковите презирство і намагається навіяти їй думку про самогубство. Розмову перериває сигнальна ракета, що вибухає в небі, — в затоці поряд з Мандерлі сів на мілину пароплав. Мешканці маєтку та сусіднього села поспішають на берег. Водолаз спускається на дно, щоби оглянути пошкодження судна, і знаходить затонулого вітрильного човна Ребекки, а разом з ним і рештки самої Ребекки (раніше на березі було знайдено розбите об скелі тіло, яке довго пробуло у воді, і яке поховали в сімейному склепі де Вінтерів під ім'ям Ребекки). Майже одразу з'ясовується що човна було пошкоджено умисно. 
Максим зізнається дружині, що їхній з Ребеккою шлюб насправді був невдалим, що вона постійно зраджувала його, а тієї фатальної ночі в будиночку не березі сказала, що вагітна від свого коханця і що дитина буде зватися де Вінтер та стане спадкоємцем Мандерлі, після чого дала йому револьвер і сказала, що якщо в нього є хоча б крихта чоловічої гідності, то він може застрелити її, та в нього не стане на це духу. У нападі люті Максим натискає на гачок, після чого відносить тіло Ребекки до човна, робить пробоїни в бортах та затоплює його. Максим радить дружині сповістити поліцію, але вона відмовляється. «Ми нікому не скажемо», — говорить вона. Вона відчуває полегшення, дізнавшись, що Максим не кохав Ребекку і навіть вбив її.
Пізніше з'являється Джек Фейвелл, кузен Ребекки, який також був її коханцем, і розповідає Максиму, що в день зникнення його першої дружини та надіслала йому записку, в якій призначила зустріч в будиночку на березі, а значить не мала наміру заподіяти собі смерть. За мовчання він вимагає 10 тисяч фунтів, але наступного дня розказує про записку та про вагітність Ребекки коронеру. Максима заарештовують за підозрою у вбивстві Ребекки. Але обвинувачення має довести факт вагітності покійної, про яку її лікарю нічого не відомо. Місіс де Вінтер і поліція з'ясовують що в день смерті вона була на прийомі в лікаря на прізвище Бейкер. Місіс де Вінтер приїжджає до нього з наміром викрасти медичну карту Ребекки, яка записалась під прізвищем Денверс, і з'ясовує, що Ребекка ніколи не була вагітна, — насправді того дня доктор Бейкер підтвердив їй, що у неї рак неоперабельної стадії і жити їй лишилося кілька місяців. З цього поліція робить висновок, що Ребекка мала причину для самогубства. Максима звільняють, вони з дружиною повертаються автівкою в Мандерлі, та по приїзді знаходять будинок у вогні. Служниця повідомляє, що перед пожежею бачила в домі місіс Денверс, яку місіс де Вінтер перед тим звільнила, і що потім та попрямувала до будиночка на березі. Місіс де Вінтер поспішає на берег і застає домоправительку на краю скелі. Вона намагається заспокоїти її, та місіс Денверс проклинає її і кидається зі скелі у море.
У фіналі ми бачимо Максима з дружиною, які щасливо мешкають у сонячному Каїрі, де тіні минулого не мають над ними жодної влади.

## У ролях
| Актор               | Роль                  |
| ------------------- | --------------------- |
| Лілі Джеймс         | друга місіс де Вінтер |
| Армі Гаммер         | Максим де Вінтер      |
| Крістін Скотт Томас | місіс Денверс         |
| Сем Райлі           | Джек Фейвелл          |
| Кілі Говс           | Беатриса Лейсі        |
| Том Ґудман-Гілл     | Френк Кроулі          |
| Джон Голлінгворт    | Джайлз Лейсі          |
| Марк Льюїс Джонс    | інспектор Велш        |
| Енн Дауд            | місіс Ван Гоппер      |
| Білл Патерсон       | доктор Бейкер         |
| Брайоні Міллер      | Кларисса              |
| Бен Кромптон        | Бен                   |
| Джейн Лапотейр      | бабуся                |
| Ешлі Рейнольдс      | Роберт                |

## Історія створення
Проект було анонсовано в листопаді 2018 року. З початку було відомо, що режисером фільму стане Бен Вітлі, а головні ролі виконають Лілі Джеймс та Армі Гаммер. У травні 2019 року до проекту приєдналися Крістін Скотт Томас, Сем Райлі, Бен Кромптон та Кілі Говс. Зйомки розпочалися в червні 2019 року.  Фільмування відбувалося в історичному маєтку Кренборн Менор (англ. Cranborne Manor) у графстві Дорсет на півдні Англії. Прем'єра фільму відбулася 16 жовтня 2020 року.